# ایبینابو جک
ایبینابو جک (انگلیسی: Ibinabo Jack؛ زادهٔ) بازیگر است. وی از سال ۲۰۱۵ میلادی تاکنون مشغول فعالیت بوده‌است.
از فیلم‌ها یا مجموعه‌های تلویزیونی که وی در آن‌ها نقش داشته‌است، می‌توان به هالیوکس، ورا و پزشک‌ها اشاره نمود.